# E・B・ホワイト
E・B・ホワイト（Elwyn Brooks White、1899年7月11日 - 1985年10月1日）は、アメリカ合衆国ニューヨーク州マウントバーノン生まれの作家。 

## 略歴
1921年コーネル大学卒業後、ニューヨークでいくつかの仕事に就いた後、雑誌『ザ・ニューヨーカー』のライターとなった。数々の評論・詩・小説を発表し、20冊もの本を出版した。
1938年に田舎に引っ越し、農場で動物たちに囲まれて生活。農場の動物をモデルとした物語を多数発表した。 
1970年『スチュアート・リトル』『シャーロットのおくりもの』で、ローラ・インガルス・ワイルダー賞を受賞。いずれも映画化がされている。また、『白鳥のトランペット』が国際児童図書評議会で国際的にもっとも重要な文学作品として絶賛される。 
他数々の輝かしい賞を受賞している。1985年10月他界。
参照サイト：Harper Collins Chidren's Books

## 親族
7歳上の妻キャサリンはザ・ニューヨーカー誌の編集者で、1927年にホワイトが原稿を持ち込んだのがきっかけで知り合い、彼女の推薦で同誌のライターとなり、1929年にキャサリンが前夫の弁護士と離婚してホワイトと再婚した。子供はキャサリンの連れ子に野球ライターのRoger Angellなどがおり、実子としては船舶工学士のJoel Whiteがいる。日本オリンピック委員会創設者のひとりである大森兵蔵は、キャサリンの伯母の夫で、ホワイトのエッセイ集『One Man's Meat』にも登場する。

## 翻訳された著書
- 『こぶたとくも』（鈴木哲子訳、G・ウイリアムス絵、法政大学出版局） 1953
- 『Sexは必要か』（ジェームズ・サーバー共著、福田恆存, 南春治共訳、新潮社、一時間文庫） 1953
- 『性の心理』（J・サーバー共著、寺沢芳隆訳、角川書店、角川新書） 1954
- 『おちびさん』（谷村まち子訳、中央出版社） 1959
- 『シャーロットのおくりもの』（鈴木哲子訳、G・ウイリアムスさし絵、法政大学出版局） 1973
  - 『シャーロットのおくりもの』（さくまゆみこ訳、ガース・ウイリアムズ絵、あすなろ書房） 2001
- 『ちびっこスチュアート』（鈴木哲子訳、G・ウイリアムスさし絵、法政大学出版局） 1975
- 『白鳥のトランペット』（松永ふみ子訳、エドワード・フラスチーノ画、福音館書店） 1976
  - 『白鳥のトランペット』（佐藤嗣二訳、エドワード・フラシーノ絵、近代文芸社） 1995
  - 『白鳥のトランペット』（松永ふみ子訳、エドワード・フラシーノ画、福音館書店、福音館文庫） 2010
- 『英語文章読本』（ウィリアム・ストランク Jr.原著、改訂増補、松本安弘解説、松本アイリン訳、荒竹出版） 1979
- 『スチュアートの大ぼうけん』（さくまゆみこ訳、ガース・ウイリアムズ絵、あすなろ書房） 2000
- 『いつだってそばに : wit & wisdom from シャーロットのおくりもの』（さくまゆみこ訳、ガース・ウイリアムズ絵、クレヨンハウス） 2006